# Remigio Hermoso
Ángel Remigio Hermoso (Puerto Cabello, estado Carabobo, 1 de octubre de 1947 - Ibidem, 21 de agosto de 2020) fue un reconocido beisbolista venezolano. Se desempeñaba en la posición de la segunda base y el campo corto. Representó a Venezuela en distintos torneos amateurs y jugó para los Bravos de Atlanta (1967-1968), Expos de Montreal (1969-1972) e Indios de Cleveland (1972-1974)

## Carrera

### Amateur
Su pasión por la pelota, comienza desde muy temprano en las calles y terraplenes de la costa Puerto Cabello, en las conocidas caimaneras, cuando el béisbol organizado aún no tenía el auge de hoy día.  Representa en 1959, a su estado natal en el I Nacional Juvenil de Béisbol, lo cual repitió al año siguiente.  En 1961, ocuparía la segunda base por el estado Carabobo en el Primer Nacional Amateur AA y Estado Anzoátegui en el segundo nacional de la misma categoría el año siguiente.

### Profesional
Ya en AAA, se corona campeón en los años 1963 y 1964 con el equipo Urbanos. En 1966, firma con los Bravos de Atlanta en clase A; sin embargo, su calidad lo lleva de inmediato a categorías superiores. Ese mismo año, luego de representar a Venezuela en los Panamericanos de Béisbol, se integra a los Tiburones de La Guaira, club con el cual debuta ante los Leones del Caracas cometiendo un error en su primer lance ante un batazo de Víctor Davalillo. Permanece con los escualos por 8 años. 
En 1967 obtiene el premio Novato del Año en clase AA. El 14 de septiembre de 1967, contando con solo 19 años de edad, hizo su debut en las ligas mayores, convirtiéndose en el decimosexto criollo en ese nivel. En ese torneo, bateó para .308 con una base robada y tres carreras anotadas. En el equipo de los Bravos compartió con jugadores como Joe Torre, los hermanos Alou y Hank Aaron entre otros. De esta manera, Remy como se le conoció en la gran carpa, se convierte en el primer latinoamericano en llegar directamente a grandes ligas desde la clase AA.  Permaneció en Atlanta por dos temporadas. A finales de 1968 con la expansión de grandes ligas, es firmado por los Expos de Montreal, equipo en el que jugó desde la temporada de 1969 hasta 1972, para ser cambiado a los Indios de Cleveland donde juega hasta 1974 cuando Don Baylor, tratando de romper un double play, le fracturó una pierna el 11 de mayo, durante el quinto inning, de un partido contra los Orioles de Baltimore. 
Es en ese mismo año, cuando los Tiburones de La Guaira y los Leones del Caracas por los consabidos problemas de estadio, se unen para conformar los llamados Tibuleones de Portuguesa, equipo donde jugaría hasta 1975, para finalizar su carrera como pelotero activo en el año 1976 con los Navegantes del Magallanes.

### Como entrenador
Tras su etapa como jugador continua desarrollando jugadores en las ligas menores.  Es así como al año siguiente, en 1977, se proclama campeón nacional con el estado Anzoátegui, para posteriormente dirigir al seleccionado juvenil nacional en el Mundial de Argentina de Béisbol, donde se titulan campeones ante la selección de Cuba, con peloteros de la talla de Norman Carrasco (pitcher ganador con 4-3), Jesús Tiamo, Alfredo Pedrique y Carlos Gil, entre otros.  En 1978 obtiene con la selección nacional el subcampeonato en la final contra Cuba.
Más tarde se une al cuerpo técnico de los diversos equipos de béisbol profesional; Tiburones de La Guaira (años 79, 89 al 91 y 94 al 95); Magallanes (año 80 y 92 al 94); Tigres de Aragua (año 81) equipo con el que termina dirigiendo al final de esa campaña.
En 1980 obtiene el subcampeonato mundial de béisbol ante el equipo de Taiwán. En 1983, dirige la selección nacional para los Juegos Panamericanos de Caracas.
Desde 1984 a 1991 dirige el equipo de la Academia Militar de Venezuela y del ejército.

## Vida fuera del béisbol
Hermoso, está felizmente casado con Nancy Elena Velásquez y es padre de cuatro hijos: Patsy, Remigio, Ángel y Tanya.  Además, se desempeña como concejal electo del Municipio Puerto Cabello (PSUV) y durante nueve años fue presidente del Instituto Municipal de Deportes de Puerto Cabello, teniendo bajo su responsabilidad el desarrollo del deporte a nivel regional.

## Reconocimientos
La Asociación Civil de Fanáticos de los Gloriosos Tiburones de La Guaira, organización que se dedica al rescate de los valores escualos, y haciendo honor a sus ídolos de siempre, le rindió tributo. En el 2015 fue exaltado al Salón de La Fama del Béisbol Venezolano.